# Emmanuel Guibert
Emmanuel Guibert (Parijs, 1964) is een Frans stripauteur. Zijn debuut maakte hij met het album Brune. Als tekenaar is hij bekend van het drieluik De oorlog van Alan, over Alan Cope, een jonge Amerikaanse soldaat in de Tweede Wereldoorlog, en De fotograaf, over het werk van Artsen zonder grenzen in Afghanistan. In De fotograaf maakt hij een synthese van originele foto's met striptekeningen. Diezelfde techniek paste Guibert toe voor zijn strip Des nouvelles d'Alain. Hierin staan de herinneringen van Alain Keler centraal, een journalist en fotograaf die de geschiedenis van de vervolging van de Roma-zigeuners in Europa vertelt. Samen met Joann Sfar maakte hij De dochter van de professor en de historische strip Zwarte olijven.
Guibert werkte ook als scenarist. Samen met tekenaar Marc Boutavant maakte hij verschillende delen van de kinderstrip Ariol. Deze strip over een blauw ezeltje dat zich afspeelt op school, werd gepubliceerd in J'aime lire en verscheen daarna in album bij Bayard. In deze strip verwerkte Emmanuel Guibert zijn eigen herinneringen aan zijn school-en kindertijd. Hiervoor putte hij uit zijn dagboeken over zijn gezinsleven die hij van kleins af bijhield.

## Werk
- De dochter van de professor
- Sardine de l'espace
- De oorlog van Alan
  - La jeunesse d'Alan
- De fotograaf
- Des nouvelles d'Alain (niet vertaald)
- Zwarte olijven

## Prijzen
Zijn werk werd bekroond met verschillende prijzen.
- Alph'art (1998), voor De dochter van de professor
- René Goscinny Award (1998), voor De dochter van de professor
- Angoulême prix essentiel, voor De fotograaf
- Eisner Award for best American edition of an international work (2007), voor De fotograaf
- Micheluzzi prijs voor beste buitenlandse strip (2010), voor De fotograaf
- René Goscinny Award (2017), voor zijn ganse oeuvre
- Grand Prix de la ville d'Angoulême (2020), voor zijn ganse oeuvre

- Bibsys: 7037336
- Biblioteca Nacional de España: XX1773025
- Bibliothèque nationale de France: cb12938703h (data)
- CiNii: DA17186286
- Gemeinsame Normdatei: 12965762X
- International Standard Name Identifier: 0000 0001 2141 7970
- Library of Congress Control Number: n2004007622
- MusicBrainz: 91eba3ae-b9a6-4663-9819-edbdf1cee906
- Bibliotheek van het Japanse parlement: 01221010
- Nationale Bibliotheek van Tsjechië: kv2008386940
- Nationale Bibliotheek van Israël: 987007324990805171
- Nederlandse Thesaurus van Auteursnamen: 14836022X
- Système universitaire de documentation: 052470342
- Virtual International Authority File: 84509415
- WorldCat: E39PBJq6WKr7rCwrdwdhrd7PwC